# Håkan Elmquist
Håkan Leopold Elmquist, född 6 mars 1934 i Karlskrona, är en svensk musiker och musikadministratör.
Elmquist studerade musik i Stockholm under 1950-talet och försörjde sig som pianist.  1957–1960 arbetade han vid Southern Music/Peer Music, 1960–1965 som grammofonproducent på EMI Svenska AB och 1965–1990 var han inspelningschef på Stim. 1966 grundade han Stims skivbolag Phono Suecia. Han var ordförande i SKAP 1990–1999 samt andre vice ordförande i Stim, styrelsemedlem i NCB, BONUS, KLYS och Svenskt Rockarkiv, nordisk ledamot i CISAC, Confédération Internationale des Sociétés d'Auteurs et Compositeurs samt medlem och tidvis ordförande i de flesta av Stims arbetsgrupper och kommittéer. 2001 var han huvudredaktör för Skaps jubileumsbok Det svenska musikundret 75 år.
1995 blev han ledamot av Kungliga Musikaliska Akademien. I akademien var han ledamot av styrelsen 1998–2002, styrelseledamot i Hugo Alfvén-fonden 1980–2005, styrelseledamot i Polar Music Prize 1990–2002 och ordförande i Albin Hagströms Minnesfond 1998–2004.
1979–1987 var han ledamot av Statens konstnärsnämnd, 1988 utsågs han av regeringen till styrelseledamot i Nordiska ministerrådets musikkommitté och 1992-1995 till kommitténs ordförande.
Håkan Elmquist är gift med Anne-Marie Elmquist (född 1934).

## Produktion
Elmquist har också verkat som textförfattare och låtskrivare. Bland texterna kan nämnas En natt i Moskva (insjungen av Jan Höiland), Gulle dej (insjungen av Siw Malmkvist) och Kärleksvals. Text och musik har han skrivit till Det var min lycka, Vita vidder och Härliga sommardag (varav de två senare framfördes i Melodifestivalen av Family Four två år i rad – 1971 och 1972 – och vann båda årgångarna), samt En enda jord.

## Priser och utmärkelser
- 1974 – Fred Winter-stipendiat
- 1990 – Hugo Alfvén-medaljen i silver
- 1995 – Ledamot nr 900 av Kungliga Musikaliska Akademien
- 2001 – H.M. Konungens medalj i guld, 8:e storleken i Serafimerordens band
- 2003 – Kungliga Musikaliska Akademiens silvermedalj
- 2005 – Atterbergpriset[2]